# عديدة الكرات
عديدة الكرات (الاسم العلمي: Sphaeropleaceae)، فصيلة من الطحالب الخضراء وتتبع رتبة عديدات الكرات.